# Удостоверение личности гражданина Республики Молдова
Удостоверение личности гражданина Республики Молдова (рум. Carte de identitate a cetățeanului Republicii Moldova, используется также сокращённое название рум. Cartea de identitate) — документ, удостоверяющий личность гражданина Республики Молдова, проживающего на её территории. Выдаётся для использования на территории страны и за её пределами в соответствии с международными соглашениями. Государственное предприятие «Registru» является ответственным за выдачу удостоверений личности гражданам страны.
Все удостоверения личности являются действительными (при условии действительного срока действия) вне зависимости от модели и даты их выдачи.
Удостоверение личности гражданина Республики Молдова, в том числе и электронное, состоит из двух частей:
- Пластиковая карта;
- Бумажный вертикальный лист.

Обе части удостоверения личности выдаются одновременно, являются обязательными и недействительны одна без другой.
Документ имеет кодовое обозначение — «CA» для пластиковой карты и «RA» — для сопроводительного листа.

## Модель 1996 года

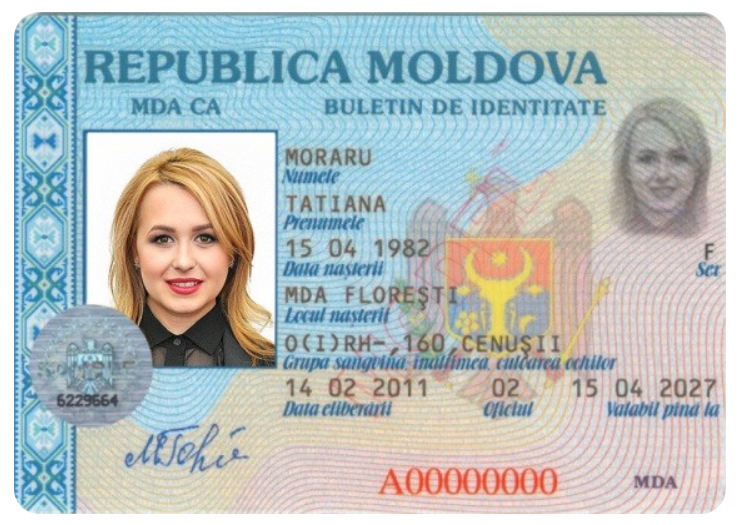
Титульная сторона (модель 1996 года)

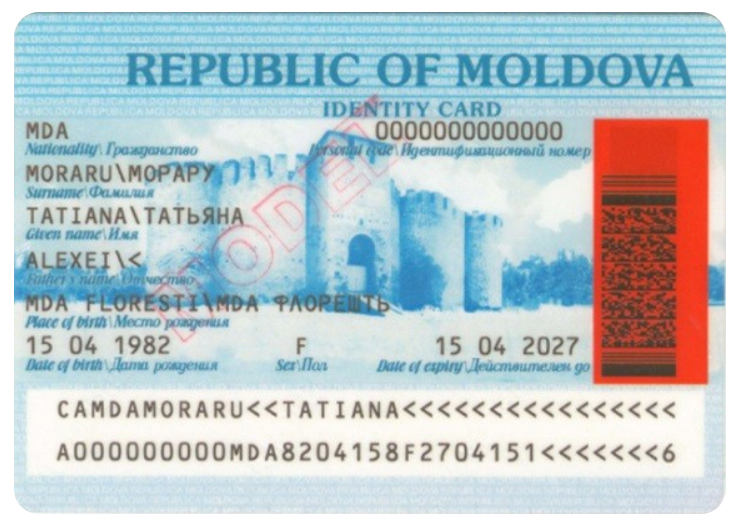
Оборотная сторона (модель 1996 года)

Модель 1996 года является первой моделью удостоверения личности, выдаваемой гражданам Республики Молдова с момента провозглашения независимости в 1991 году. Выдаётся с июня 1996 года, первым получателем в том же году стал президент Молдовы Мирча Снегур.

### Пластиковая карта
Пластиковая карта имеет размеры 105,75 мм в длину; 74,75 мм в ширину и 0,7 мм в толщину. Фоновый рисунок пластиковой карты выполнен в цветах национального флага Молдавии: голубого, жёлтого и красного цветов. Пластиковая карта изготавливается из специального крепкого ударопрочного пластика.

#### Титульная сторона
На заднем плане титульной стороны изображён герб Молдавии С левой стороны титульной стороны изображён молдавский национальный узор.
Сверху титульной стороны на румынском языке заглавными буквами написаны название страны — «REPUBLICA MOLDOVA», кодовое название документа — «MDA CA» и название документа — «BULETIN DE IDENTITATE». В левом нижнем углу расположена металлическая голограмма, которая от воздействия света может переливаться разными цветами. На заднем плане голограммы расположен герб, название страны «REPUBLICA MOLDOVA», трёхбуквенный код страны «MDA» (два раза) и шестизначный номер голограммы. По радиусу голограммы находятся 15 пятиконечных звёзд.
Титульная сторона пластиковой карты содержит следующую информацию:
- Цветная фотография владельца размером 35×45 мм (может отсутствовать если возраст обладателя менее 10 лет);
- Фоновая фотография владельца в серых тонах (введена с 1 июня 2004 года, на документах выдававшихся ранее — отсутствует)[6]
- Имя (на румынском языке);
- Фамилия (на румынском языке);
- Дата рождения (в формате — ДД ММ ГГГГ);
- Место рождения (в формате — трёхбуквенный код страны, город или район);
- Пол (М — если мужской, «F» — если женский);
- Группа и Резус-фактор крови, рост (в сантиметрах), цвет глаз (на румынском языке);
- Дата выдачи (в формате — ДД ММ ГГГГ);
- Отдел выдачи (цифровой формат);
- Дата окончания срока действия (в формате — ДД ММ ГГГГ);
- Серия и номер удостоверения личности (красным шрифтом).

Под фотографией находится подпись владельца. В нижнем правом углу написан трёхбуквенный код страны — «MDA».

#### Оборотная сторона
Оборотная сторона пластиковой карты выполнена в голубых тонах. На заднем плане изображена Сорокская креплость. Сверху заглавными буквами на английском языке написано название страны — «REPUBLIC OF MOLDOVA», под которым также на английском языке заглавными буквами написано название документа — «IDENTITY CARD».
Оборотная сторона содержит следующую информацию:
- Гражданство (в трёхбуквенном формате);
- Идентификационный номер (из 13 цифр)
- Фамилия (на румынском и русском языках);
- Имя (на румынском и русском языках);
- Отчество (на румынском и, иногда, на русском языках);
- Место рождения (в формате — трёхбуквенный код страны, город или район) на румынском и русском языках;
- Дата рождения (в формате — ДД ММ ГГГГ);
- Пол (М — если мужской, «F» — если женский);
- Дата окончания срока действия (в формате — ДД ММ ГГГГ).

Ниже на белом поле расположены буквы и цифры. С правой стороны на красном фоне — штриховой код.

### Бумажный лист
Бумажный лист имеет размеры 105 мм в длину, 296 мм в ширину (по желанию может складываться на четыре части). Содержит следующую информацию:

#### Титульная сторона
- Место жительства;
- Военная обязанность;
- Информация о регистрации и расторжении брака;
- Информация о детях;

## Модель 2013 года

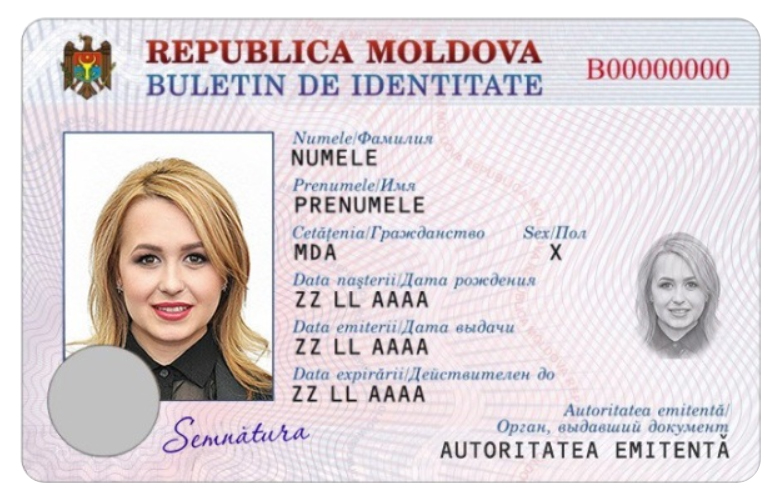
Титульная сторона пластиковой карты (модель 2013 года)

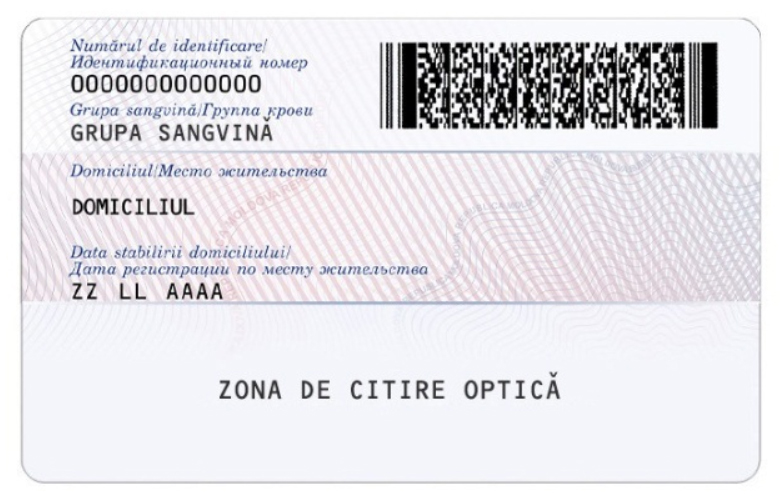
Оборотная сторона пластиковой карты (модель 2013 года)

Начиная с 2010 года в средствах массовой информации периодически появлялась информация о будущих изменениях в дизайне удостоверений личности граждан Республики Молдова.
В результате обсуждения, Правительство Республики Молдова одобрило постановление № 52 от 17 января 2013 года. Данное постановление было опубликовано в «Официальном Мониторе» 25 января 2013 года.
Оно утверждало новую модель удостоверения личности начиная с 7 марта 2013 года и регламентировало их использование.
Одновременно, начиная с этой же даты, прекращался приём заявлений на выдачу удостоверений личности образца 1996 года.
Основное изменение касалось размера документа — формат пластиковой карты был уменьшен с ID-2 до ID-1. Соответственно, также, уменьшен размер бумажного вкладыша — c ID-2 в четыре сложения до ID-1 в два сложения. Внешний вид и используемые фоновые цвета поменялись — стали преобладать оттенки розового, синего и белого цветов. С заднего плана пластиковой карты исчезло изображение Сорокской крепости, и фоновый рисунок стал носить абстрактный характер.
В данных, которые указываются в удостоверении личности также произошли изменения. В удостоверении личности, включая бумажный вкладыш, перестали указываться гражданское состояние, данные о несовершеннолетних детях и воинская обязанность граждан. Это было сделано для избежания дублирования информации из других документов граждан (свидетельства о гражданском состоянии, свидетельства о рождении детей, военные билеты), и, как следствие, для уменьшения случаев коррупции.

## Модель 2014 года
Со второй половины 2013 года в прессе появилась информация о том, что граждане страны смогут получать электронные удостоверения личности, которые будут содержать встроенный чип.
В том же году было разработано соответствующее законодательство и 30 октября 2013 года премьер-министр Юрие Лянкэ и министр информационных технологий и связи Павел Филип подписали решение правительства о том, что в течение 6 месяцев Министерство Информационных Технологий и связи Республики Молдова совместно с государственным предприятием «Registru» в шестимесячный срок обеспечит выдачу гражданам электронного удостоверения личности. Решение правительства было опубликовано в «Официальном Мониторе» 1 ноября 2013 года и, таким образом, его условия должны были вступить в силу 1 марта 2014 года.
Тем не менее срок исполнения решения не был соблюдён и первое электронное удостоверение личности гражданина Республики Молдова было выдано 13 мая 2014 года. Это событие произошло в рамках ежегодной выставки «Moldova ICT Summit 2014» в Кишинёве, а его обладателем стал действующий премьер-министр страны — Юрие Лянкэ. С этого же дня все граждане страны получили возможность написать заявление с просьбой о выдаче электронного удостоверения личности.
Электронное удостоверение личности выдаётся по желанию, как альтернатива удостоверению личности образца 2013 года. Срок его изготовления, на этапе запуска услуги, составляет 30 дней и возможности его ускорения пока не предусмотрено. Цена электронного удостоверения личности более чем в пять раз выше чем у обычного удостоверения личности, изготавливаемого за аналогичный срок — 700 лей против 130 лей. При получении электронного удостоверения личности гражданам выдаётся упаковка, которая кроме него самого содержит считывающее устройство (до конца 2014 предоставляется бесплатно), PIN-код и инструкцию по применению.
Внешний вид электроного удостоверения личности по отношению к обычному удостоверению личности образца 2013 года практически не изменился. Более того, в дополнение к пластиковой карте формата ID-1, по прежнему, несмотря на ранние заявления, сохранялся и бумажный вкладыш.

## Модель 2015 года
В начале 2015 года Министерством Связи и Информационных Технологий было вновь предложено изменить некоторые документы, в том числе и удостоверение личности гражданина Республики Молдова. Основные планируемые изменения заключались в способе изготовления документов. Планировалось их изготавливать из поликарбонатной основы без применения бумаги. Целью этих изменений было повышение уровня безопасности документов и как следствие защита от подделок, а также применение более современных технологий изготовления документов.
Так, 16 июня 2015 года, Правительство Республики Молдова, на своём последнем заседании перед роспуском кабинета министров Габурича, проголосовало за предложения Министерства Связи и Информационных Технологий.
Постановление Правительства № 398 от 16 июня 2015 года было опубликовано в «Официальном мониторе» 19 июня того же года и вступило в силу 1 сентября 2015 года.
Таким образом, с 1 сентября 2015 года «Registru» стало выдавать документы нового образца.
В пластиковых картах удостоверений личности, в том числе и электронных, изменился дизайн, основные цвета. Также, пластиковая карта удостоверений личности стала изготавливаться из поликарбоната. Дизайн и способ бумажного вкладыша не поменялся.

## Получение удостоверения личности
При получении удостоверения личности впервые, с 2010 года все граждане получают его бесплатно.
Удостоверение личности можно получить при рождении, с 16 лет иметь его обязательно для всех граждан проживающих на территории страны.
Имеет следующие сроки действия:
- от рождения и до исполнения 10 лет;
- c 10 до 16 лет;
- с 16 до 25 лет;
- с 25 до 45 лет;
- с 45 лет срок действия неограниченный.

До 2009 года удостоверение личности возможно было получить только с возраста 10 лет. С целью облегчения идентификации детей и предоставления им тех же прав что и взрослым, Правительства Республики Молдова приняло постановление № 258 от 3 апреля 2009 года. Согласно этому постановлению, с 30 апреля 2015 года новорожденным детям по желанию родителей стало возможным получить удостоверение личности.
Для получение молдавского удостоверения личности необходимо предъявить определённые документы.
Для лиц младше 16 лет:
- Свидетельство о рождении;
- Удостоверение личности (только в случае если таковое имеется);
- Удостоверение личности одного из родителей, опекунов;
- Сертификат из медицинского учреждения или печать в свидетельстве о рождении о группе крови.

Для получения удостоверения личности человек обязан явиться в органы выдачи вместе с одним из родителей или опекунов для идентификации, установления юридического статуса и места прописки.
Для лиц от 16 лет:
- Удостоверение личности;
- Свидетельство о рождении;
- Свидетельство о регистрации брака/расторжении брака (только в случае если таковое имеется);
- Свидетельства о рождении детей, которым не исполнилось 16 лет (только в случае если таковые имеются);
- Диплом о высшем образовании или подтверждение научной степени (только в случае если таковые имеются);
- Свидетельства об изменении имени/фамилии (только в случае если таковые имеются);
- Подтверждение наличия жилой площади, регистрации по месту жительства или заключение ОУДН.

При обмене удостоверения личности граждане Республики Молдова, рождённые или зарегистрировавшие брак до 1945 года (включительно), у которых акты гражданского состояния не сохранились, документируются без предъявления соответствующих актов гражданского состояния.
Заявители могут обратиться для обмена удостоверения личности без предъявления документов гражданского состояния, если не произошли какие-либо изменения в анкетных данных (фамилия, имя, отчество, дата и место рождения), в случае истечения срока действия удостоверения личности, по достижении возраста 25 и 45 лет или в случае, если удостоверение личности пришло в негодность.

## Использование удостоверения личности
Удостоверение личности гражданина Республики Молдова может использоваться внутри страны для подтверждения личности владельца в случае открытия банковского счёта, заключения контрактов с различными компаниями и др.
Удостоверение личности можно также использовать для пересечения границы непризнанной Приднестровской Молдавской Республики (если въезжать с западной её части), а также для путешествий в Турцию (для всех) и Украину (только для жителей приграничных с Украиной территорий).
С 2009 года во время выборов, с целью уменьшения вероятности многоразового голосования, в момент получения избирательного бюллетеня на бумажный лист удостоверение личности ставится печать «Votat» (с рум. — «Проголосовал») и датой выборов.